# Sombrero

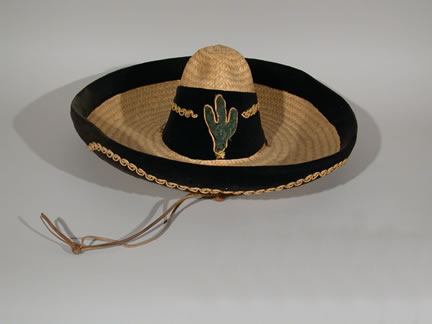
Sombrero

Il sombrero (pronuncia:  [somˈbɾeɾo]) così come viene inteso generalmente in tutti i paesi del mondo non ispanofoni, è un tipico cappello messicano, caratterizzato da una tesa molto larga per proteggersi dal sole. Nella lingua spagnola, il termine sombrero significa «cappello», senza particolare distinzione. La parola deriva dallo spagnolo sombra «ombra», a sua volta dal latino umbra.

## Descrizione

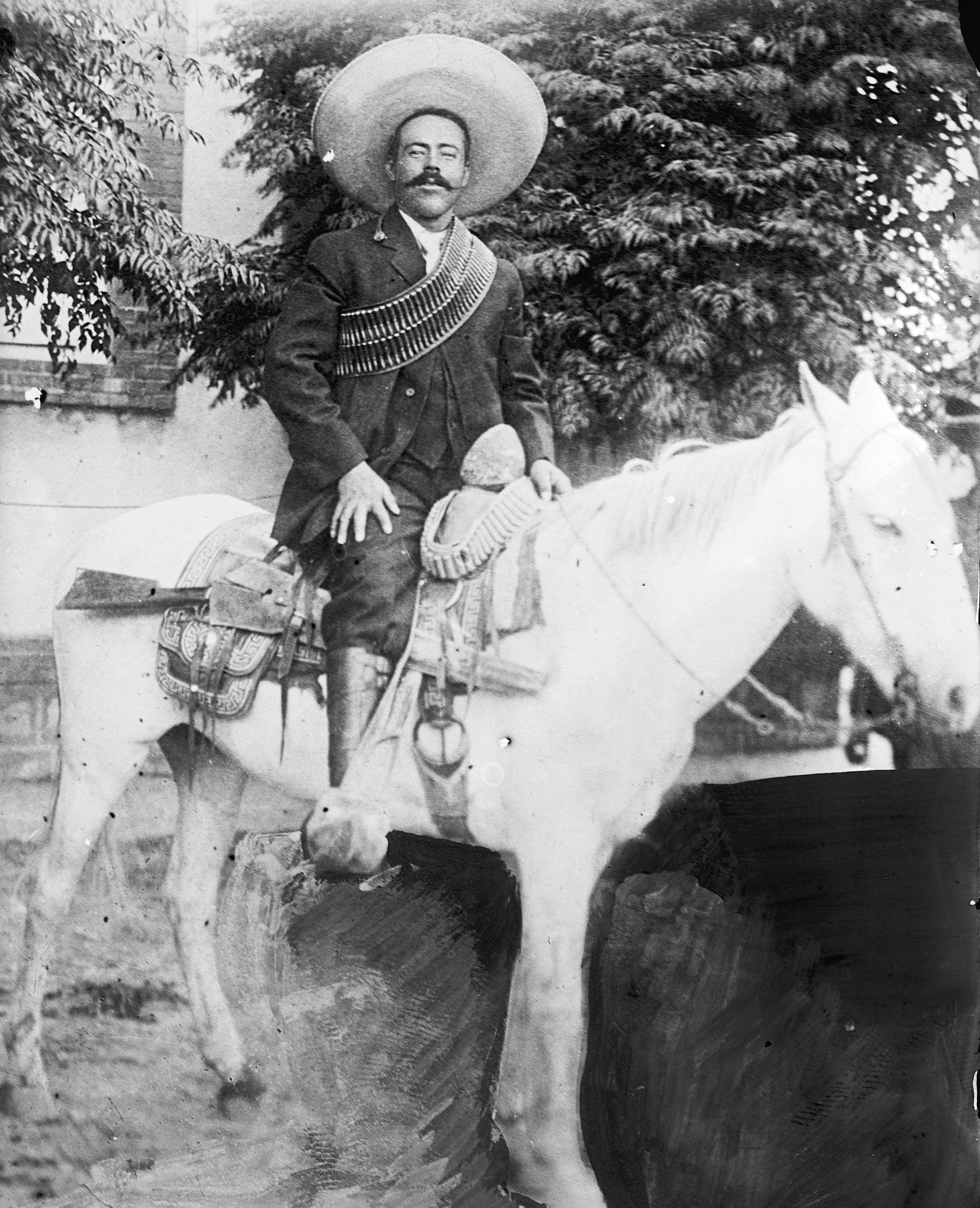
Il rivoluzionario messicano Pancho Villa con in testa un sombrero.

Conosciuto come sombrero de charro in spagnolo, di solito ha una corona appuntita, un bordo extra-largo (tale da proiettare un'ombra sulla testa, sul collo e sulle spalle di chi lo indossa, da cui il nome in spagnolo) che è leggermente capovolto sul bordo, e un sottogola per tenerlo in posizione.

## Storia
Il sombrero, come il cappello da cowboy - inventato in seguito e che ne deriva - è stato ideato in risposta alle esigenze dell'ambiente fisico. Nei climi caldi e soleggiati i cappelli si evolvevano per avere larghe falde, che potessero fornire ombra e riparo. L'origine esatta del sombrero messicano è sconosciuta, ma di solito è accettato che il cappello abbia avuto origine da cowboy meticci nel Messico centrale.
Sebbene il sombrero sia solitamente inteso come riferimento al tradizionale copricapo messicano, il termine sombrero è antecedente a questo capo di abbigliamento ed è stato applicato a diversi stili di cappello, poiché è semplicemente la parola per cappello in spagnolo. Altri tipi di cappelli noti come sombrero possono essere trovati in Sud America e Spagna, tra cui il sombrero calañés, il sombrero cordobés e il sombrero de catite (Spagna), il sombrero vueltiao (Colombia).
Molti dei primi cowboy texani adottarono il sombrero spagnolo e messicano con la sua corona piatta e la tesa larga e piatta e solo più tardi divenne di uso comune il classico cappello da cowboy tramandato dall'iconografia classica del West.

## Influenza culturale
I sombreri sono i cappelli indossati dai musicisti mariachi e dai charros. Entrambi i tipi di sombrero di solito includono un barboquejo o un sottogola. 
Negli Stati Uniti occidentali, il sombrero aveva un'alta corona conica o cilindrica con un bordo a forma di piattino, altamente ricamato e realizzato in feltro di peluche. 
Nelle Filippine, a causa dell'influenza della Spagna determinata dal commercio, il termine è stato assimilato alla lingua tagalog sotto forma di sumbrero e ora si riferisce a qualsiasi cappello, dai sombreri reali ai cappellini da baseball. 
La galassia Messier 104 è conosciuta come la "Galassia Sombrero" per via del suo aspetto.  Allo stesso modo, il Tampa Stadium era anche conosciuto come "The Big Sombrero".
Il sombrero è un tratto distintivo di alcuni personaggi dei fumetti e dei cartoni animati, ad esempio Speedy Gonzales. Uno stereotipo comico vede spesso una vignetta umoristica in cui un messicano fa una siesta completamente coperto da un ampio sombrero.
Le mascotte dei Campionati Mondiali di calcio nelle edizioni del 1970 e del 1986, disputate entrambe in Messico, avevano come tratto distintivo il classico sombrero.